# Nationaal Modelspoor Museum
Het Nationaal Modelspoor Museum is een museum in de Friese stad Sneek. Het toont een grote collectie modellen van zowel Nederlandse als buitenlandse modeltreinen. Er zijn een aantal modelspoorbanen, waaronder twee zogenaamde fabrieksbanen met treinen van Märklin en Fleischmann.
Het museum opende in 1985 aan de Gedempte Neltjeshaven. Na een aantal verhuizingen betrekt het in juli 2025 een onderkomen aan de Alexanderstraat te Sneek. In het nieuwe museum is meer ruimte voor modellen en banen.

## Geschiedenis
De Sneeker antiquair en taxateur, Piet Scheltema, raakte geïnteresseerd in Nederlandse modeltreinen en begon deze te verzamelen. Toen steeds meer modelspoorfabrikanten de Nederlandse markt ontdekten, nam de verzameling een enorme omvang aan. Er werd steeds meer bekendheid aan gegeven en de verzameling kreeg een vermelding in het Guinness Book of Records. De Nederlandse modeltreinen zijn door Scheltema beschreven in een losbladig boekwerk dat hij in eigen beheer heeft uitgegeven.
Scheltema opende in 1985 een eerste museum aan de Gedempte Neltjeshaven. In 1987 werd het museum verplaatst naar het Kleinzand. Het was geopend voor bezoekers gedurende de zomermaanden. Begin 1989 overleed Scheltema, de collectie werd opgeslagen bij nabestaanden. De toenmalige Sneeker wethouder Herman Scholten stimuleerde het behoud van de collectie voor Sneek. De collectie kon mede dankzij een toenmalige wethouder in 1993 ondergebracht worden in de Stichting Collectie Scheltema. In 1994 is een nieuw museum geopend in een kelder onder de openbare bibliotheek aan de Kerkgracht. De stichting kreeg in de jaren daarna nog een aantal collecties en modelbanen te leen.
In 2002 werd een beleidsplan opgesteld met als doel een grotere en meer representatieve locatie in Sneek, met een professionele museale inrichting, interactieve tentoonstellingen, wisselcollecties en een thematische indeling. Begin 2005 kon, in het gerestaureerde Station Sneek, het Nationaal Modelspoor Museum worden geopend. Op bijna 600 m² werd een interactieve presentatie ingericht. In het eerste jaar in de nieuwe locatie telde het museum ruim 25.000 bezoekers. Na 20 jaar werd besloten te verhuizen naar een groter onderkomen dat werd gevonden aan de Alexanderstraat te Sneek.

## Collecties en afdelingen
Het museum is in het bezit van een grote collectie modellen van treinen die in Nederland hebben gereden. Er zijn meer dan 10.000 modellen in allerlei schalen aanwezig. Enkele honderden daarvan worden geëxposeerd in steeds wisselende tentoonstellingen.
De presentatie begint met de eerste locomotief in Nederland: de Arend uit 1839. Andere topstukken in de collectie zijn De Blauwe Brabander en de NS 1501. Van vrijwel al het materieel dat deel uitmaakt van de Nederlandse spoorwegengeschiedenis is een modelexemplaar aanwezig.
Door schenkingen zijn ook modellen verkregen die niet in Nederland hebben gereden, zoals de beroemde Zwitserse Krokodil.
Er zijn verschillende banen beschikbaar waarop men de treinen door middel van knopjes zelf kan laten rijden. Diorama's van modelbouwer Joop Bolland worden tentoongesteld. Andere diorama's zijn er onder meer van Rotterdam rond 1900 en treinlandschappen in Duitsland en Noorwegen.
In 2019 heeft het Modelspoor Museum het Kidsproject overgenomen. Deze grootste houten trein-speelbaan van Nederland staat regelmatig in het museum, maar ook op beurzen en evenementen in geheel Nederland.